# بوبو سیسه
بوبو سیسه (انگلیسی: Boubou Cissé؛ زادهٔ ۱۹۷۴ (۵۰–۵۱ سال)) سیاستمدار اهل مالی است. وی از ۲۳ آوریل ۲۰۱۹ تا ۱۹ اوت ۲۰۲۰ نخست‌وزیر این کشور بود.